# Mehmet Celal Bei
Mehmet Celal Bei (em turco otomano: محمد جلال بك; 1863 – 15 de fevereiro de 1926) foi um estadista otomano e uma testemunha chave do Genocídio armênio. Durante a sua carreira como político, Celal Bei serviu como governador das províncias Otomanas associados com as cidades Erzurum, Alepo, Aidim, Edirne, Cônia, e Adana. Ele também foi ministro do interior e ministro da agricultura, bem como o prefeito de Istambul. Celal Bei é conhecido por ter salvado muitas vidas durante o Genocídio armênio desafiando as ordens de deportação, que foram prelúdios à fome e massacres. Como resultado, ele foi removido de seu posto como governador em Alepo e transferido para Cônia, onde ele foi novamente demitido após continuar a obstruir as deportações. Hoje, ele é muitas vezes chamado de turco Oskar Schindler.

## Primeiros anos
Mehmet Celal Bei nasceu em 1863, em Kiziltoprak, Kadıköy, um subúrbio de Constantinopla (hoje Istambul), no Império Otomano. Seu pai, Hasan Atif Bei, foi um oficial do ministério das finanças. Celal Bei se formou na Mekteb-i Mülkiye-i (agora a Faculdade de Ciência Política, Universidade de Ancara), em 1881. Em seguida, ele estudou ciências agrícolas na Universidade de Bonn , na Alemanha, por três anos. Ele voltou para Constantinopla, onde ele se casou com uma mulher chamada Rukiye Hanim. Celal Bei tornou-se um professor de geografia num instituto (darülmuallimin) em 1883. Em 1884, ele tornou-se o diretor do Colegial de Castamonu. Depois disso, ele serviu em vários postos administrativos, incluindo como executivo na Beyoğlu Telégrafo Center, em 1887. Celal Bei, em seguida, tornou-se diretor da instrução pública em Trebizonda, Castamonu e Salonica. Em 1900, ele retomou o ensino de geografia na Darülfünün. Ele eventualmente tornou-se o diretor da Mekteb-i Mülkiye-i de 1908 a 1910.

## Carreira política
Em março de 1910, Mehmet Celal Bei foi nomeado governador de Erzurum. Ele exerceu até julho de 1911, quando foi transferido para Edirne; em outubro de 1911, ele se tornou governador de Aydin e exerceu até agosto de 1912. Enquanto isto, ele serviu como ministro do interior de dezembro de 1911 a julho de 1912 e como ministro da agricultura de janeiro a junho de 1913. Ele foi nomeado governador de Alepo, em julho de 1913. Foi durante o seu mandato, em Alepo, que ele testemunhou e protestou contra as deportações e massacres dos armênios. Devido à sua desobediência a política oficial contra os armênios, Celal Bei foi removido de seu posto, em Alepo, em junho de 1915, e transferido para Cônia. Depois de continuar resistindo às ordens de deportação, em Cônia, ele foi novamente demitido de seu cargo de governador em 3 de outubro de 1915.
Após o fim da primeira guerra mundial, ele foi nomeado governador de Adana em novembro de 1919 e exerceu até agosto de 1920. Ele foi prefeito de Istambul, a partir de julho de 1921 para Março de 1922.

## Testemunha do Genocídio armênio
Em abril de 1915, o governo Otomano começou o extermínio sistemático de seus cidadãos de minoria armênia, conhecido como o Genocídio armênio. O genocídio realizado durante e após a I Guerra Mundial foi implementado em duas fases: a de matar a apta população masculina, através de execuções e de sujeição dos inscritos no exército ao trabalho forçado, seguido pela deportação de mulheres, crianças, idosos e enfermos nas marchas da morte para o Deserto Sírio. Impulsionados por escolta militar, os deportados foram privados de comida e água e submetidos a periódicos roubos, estupros, e o massacre.
Durante esses eventos, Celal Bei foi capaz de salvar milhares de vidas; ele é muitas vezes chamado de turco Oskar Schindler. Além de servir como governador de Alepo, Mehmet Celal Bei inicialmente não entendia que as deportações foram feitas para "aniquilar" os Armênios: "eu admito, eu não acredito que estas ordens, essas ações girava em torno do extermínio dos Armênios. Eu nunca imaginei que qualquer governo poderia tomar sobre si, para aniquilar os seus próprios cidadãos, desta forma, o efeito de destruir o seu capital humano, que deve ser visto como o maior tesouro de um país. Eu presumi que as ações que estão sendo realizadas foram medidas derivadas a partir de um desejo de remover temporariamente os arménios do teatro de guerra e tomado como o resultado das exigências da guerra exigências." No Entanto, Celal Bei, mais tarde, percebeu que eestava errado e que o objetivo era uma "tentativa de aniquilar" os Armênios.

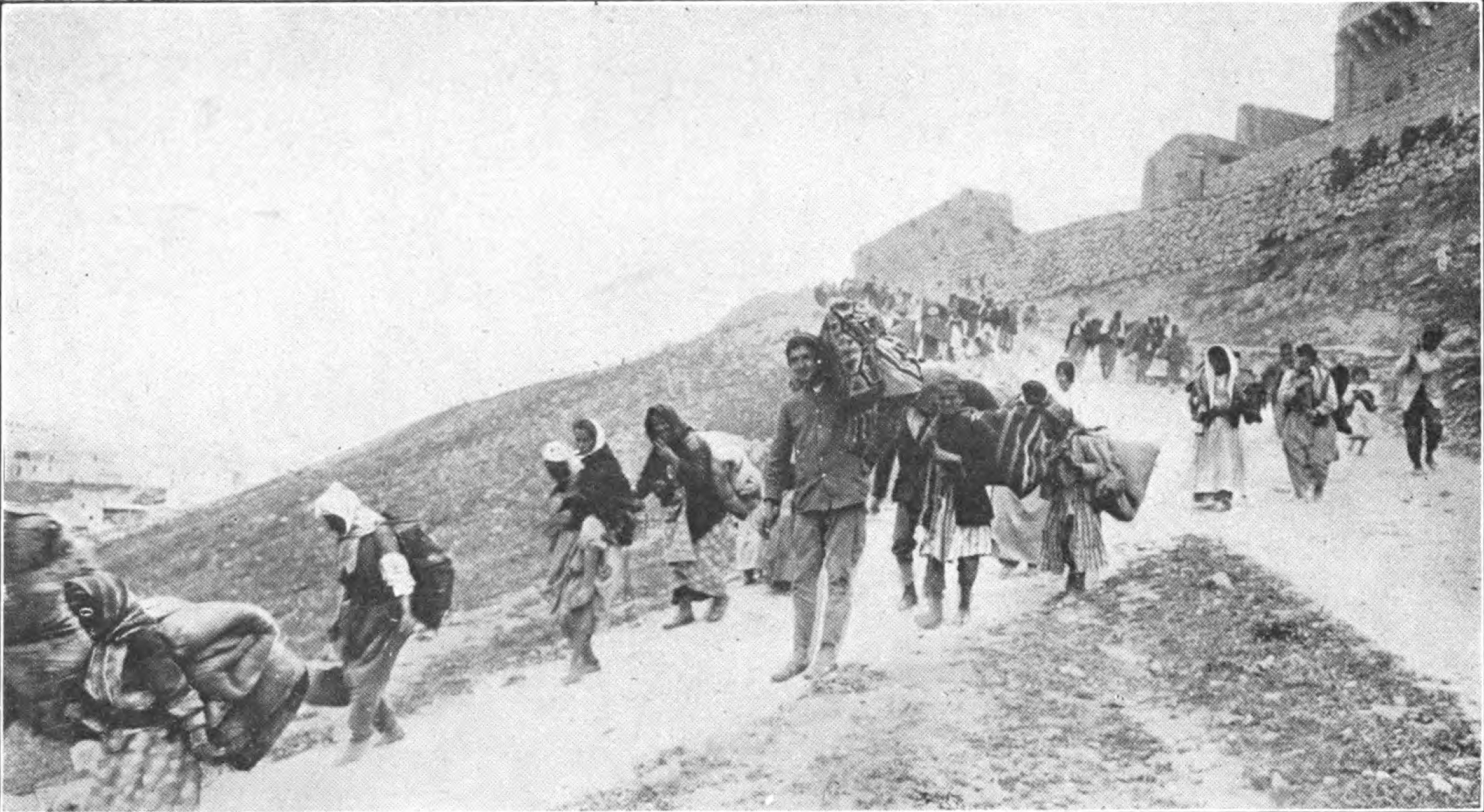
Deportação dos Armênios

Após desafiar as ordens de deportação, Celal Bei foi removido de seu posto como governador de Alepo, em junho de 1915, e transferido para Cônia. Como as deportações continuou, ele repetidamente exigiu das autoridades centrais que fornecessem abrigos para os deportados. Celal Bei também enviou muitos telégrafos e cartas de protesto para o governo central, afirmando que "as medidas tomadas contra os Arménios foram, a partir de cada ponto de vista, contrário aos interesses superiores da pátria." Suas exigências e protestos, no entanto, foram ignorados.
Sob o pretexto de busca de tratamento para uma condição de olho, Celal Bei foi para Constantinopla e visitou a sede do Comitê de União e Progresso para aumentar suas objeções para as deportações em Cônia. Ele partiu para retornar somente após receber a garantia das autoridades centrais que tais deportações não iriam acontecer. No entanto, quando ele voltou para Cônia quase toda os cidadãos armênios já tinham sido deportado. Algumas famílias armênias que ainda não haviam sido deportadas, foram salvas por Celal Bei. Ele explicou em uma entrevista ao jornal Jamanak , em 1918, que "A capital foi constantemente solicitando-me para lhes enviar para o exílio. No entanto, eu não poderia violar minha consciência." Em 3 de outubro de 1915, Celal Bei foi demitido de seu cargo de governador de Cônia por desafiaras ordens de deportação. Após a sua remoção, o restante dos armênios, consistindo de 10 000 pessoas, foram deportados, no prazo de três dias.
Mehmet Celal Bei chamou a si mesmo de "uma pessoa sentada ao lado de um rio, com absolutamente nenhum meio de salvar ninguém. O sangue estava fluindo no rio e milhares de crianças inocentes, irrepreensíveis idosos, indefesas mulheres, jovens fortes, foram descendo por este rio em direção ao esquecimento. Alguém que eu poderia salvar com as minhas próprias mãos eu salvei, e os outros, eu acho que eles desciam para rio nunca mais voltar."

## Morte
Em 15 de fevereiro de 1926, Mehmet Celal Bei morreu de um ataque cardíaco em sua casa, em Osmanbey, Istambul. O seu funeral teve a presença de milhares de ambos Turcos e Armênios.